# Allophylus whitei
Allophylus whitei är en kinesträdsväxtart som beskrevs av Arthur Wallis Exell. Allophylus whitei ingår i släktet Allophylus och familjen kinesträdsväxter. Inga underarter finns listade i Catalogue of Life.